# Demi (албум)
Demi је четврти студијски албум америчке глумице и певачице Деми Ловато. Издавачка кућа Hollywood Records је 14. маја 2013. пустила албум у продају. Ловатова је овим албумом доспела на треће место US Billboard 200, са проданих 100.000 копија за само недељу дана. Албум је жанра поп рoк, поп и денс. Деми је написала 10 од 13 песама на албуму, који је сниман крајем 2012. и почетком 2013. По позитивним критикама и невероватном успеху, ово је најуспешнији албум који је Деми до сада снимила, а пре њега огромну популарност достигли су и Unbroken, Here we go again и Don't forget. Први сингл, Heart attack, попео се на 10. место Billboard Hot 100. Овај сингл је 3x Platinum.

## Укратко о текстовима
Деми је овај албум описала као стару америчку поп музику. Од песама које су привлачне ту је Without the love. Од eмоционалних  песама ту су Warrior i Shouldn't come back. Албум садржи и патриотску песму Made in the USA, за коју је Деми добила инспирацију из америчких љубавних прича из касне 1930. Од балада ту су In case и Nightingale, a од оптимистичких Really don't care (sa Cher Lloyd) i Something that we're not.

## Списак песама
-{
1. Heart Attack
2. Made in the USA
3. Without the Love
4. Neon Lights
5. Two Pieces
6. Nightingale
7. In Case
8. Really Don't Care (ca Cher Lloyd)
9. Fire Starter
10. Something That We're Not
11. Never been hurt
12. Shouldn't come back
13. Warrior

}-